# جام جهانی راگبی زنان

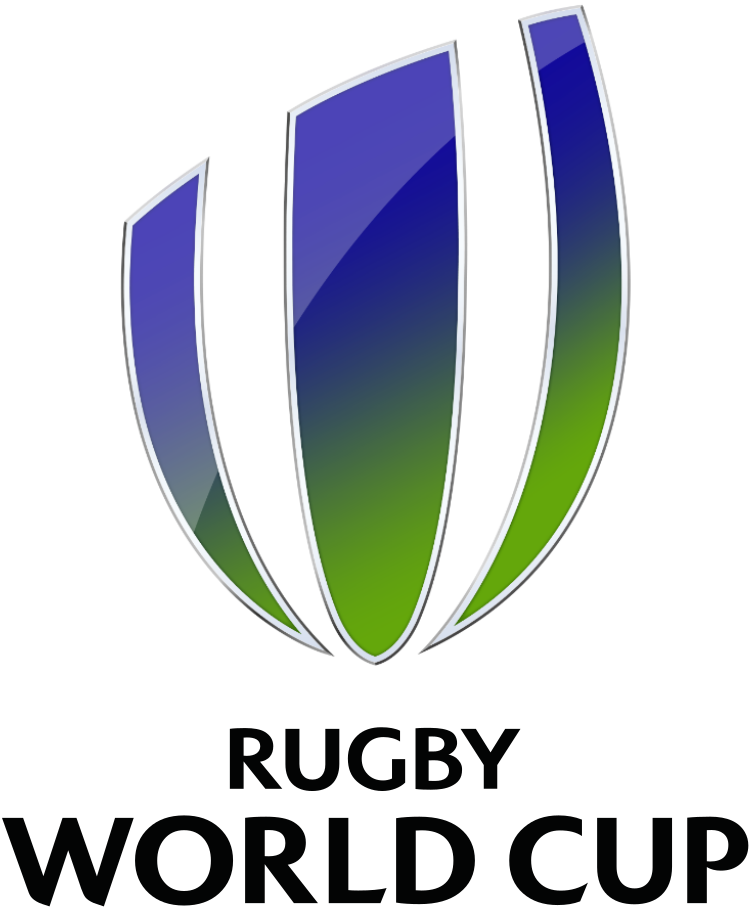

جام جهانی راگبی زنان (انگلیسی: Rugby World Cup) مسابقات جهانی راگبی اتحادیه زنان است که توسط راگبی جهانی برگزار می‌شود. اولین جام جهانی راگبی برای زنان در سال ۱۹۹۱ برگزار شد، اما تنها در مسابقات سال ۱۹۹۸ بود که این بازی‌ها از حمایت رسمی هیئت بین‌المللی راگبی (IRB، اکنون راگبی جهانی) برخوردار گردید.
جام جهانی راگبی زنان در حال حاضر هر چهار سال یکبار برگزار می‌شود و آخرین آن در سال ۲۰۲۱ در نیوزلند برگزار شد و به دلیل همه‌گیری کووید-۱۹ به سال ۲۰۲۲ موکول شد. سه کشور از زمان تأسیس جام جهانی راگبی زنان قهرمان شده‌اند و تیم ملی نیوزلند شش بار قهرمان این مسابقات شده‌است. این چارچوب مسابقات قبلاً به عنوان جام جهانی راگبی زنان شناخته می‌شد. این مسابقات در سال‌های اخیر به‌طور قابل توجهی رشد کرده‌است، اگرچه مخاطبان تلویزیونی و حضور در رویدادها هنوز نسبتاً پایین هستند، به خصوص در مقایسه با سایر رویدادهای جام جهانی زنان. فینال رویداد سال ۲۰۰۶ در کانادا در تعدادی از کشورها پخش شد و به صورت زنده از طریق اینترنت پخش شد. اسکای اسپورت ۱۳ بازی زنده از جام جهانی راگبی زنان ۲۰۱۰ شامل نیمه نهایی، بازی پلی آف مقام سوم و چهارم و فینال را به صورت زنده پخش کرد. در ایرلند، جام جهانی راگبی زنان توسط TG4 در سال ۲۰۱۴ پخش شد، کانال ایرلندی زبان برای پخش مسابقات مورد تشویق قرار گرفت. TG4 تمام مسابقات ایرلندی و همچنین فینال و نیمه نهایی را پخش کرد.